# 小倉発電所
小倉発電所（こくらはつでんしょ）は、かつて福岡県北九州市小倉北区東港（旧・小倉市）に存在した火力発電所（石炭火力発電所）である。1931年（昭和6年）より1963年（昭和38年）にかけて運転された。
戦前期に北九州工業地帯における電気供給を担当した九州電気軌道（現・西日本鉄道）が建設。近隣の大門発電所とともに同社の主力電源であった。1939年（昭和14年）に日本発送電へと出資され、その後1951年（昭和26年）から廃止までは九州電力に帰属した。廃止時の出力は8万1000キロワット。

## 沿革

### 建設
現在の北九州市域を中心に電気鉄道事業と電気供給事業を営んでいた九州電気軌道が建設した発電所である。同社は1911年（明治44年）より小倉市鋳物師町に大門発電所を運転し電源としており、需要の拡大に従って1927年（昭和2年）までに6度の拡張工事を重ねていた。会社ではさらなる需要拡大を見込み、1929年（昭和4年）5月、第7期発電所拡張工事として平松浦埋立地にて新発電所建設に着手した。新発電所は2年後の1931年（昭和6年）11月29日に竣工、即日運転を始めた。この新発電所は「小倉第一発電所」と命名され、従来「小倉発電所」を名乗っていた鋳物師町の発電所が「小倉第二発電所」と改称したが、のちに第一発電所は単に「小倉発電所」となり、第二発電所は「大門発電所」とされた。
小倉（第一）発電所の用地は九州電気軌道（後に子会社の九州土地興業）が埋立て事業を行っていた平松浦埋立地の一角。この埋立地は1942年（昭和17年）になって「東港町」（現・小倉北区東港）と命名されている。発電所の主要機器のうちボイラーは米国バブコック・アンド・ウィルコックス (B&W) 製、タービン発電機は英国メトロポリタン＝ヴィッカース (MV) 製と欧米の優秀な機器が揃えられた。発電機は出力2万7000キロワット2台と大容量で、さらに石炭運搬貯蔵装置、不良炭や粗悪炭を利用する微粉炭燃焼装置、自動燃焼装置、燃焼灰処理装置など最新鋭の装置を備え、高効率発電により発電コストの低減が図られている。
その後1939年（昭和14年）1月になって、頻発する発電機スラスト軸受の焼損事故の対策として予備出力確保を目的に出力2万7000キロワットの3号発電機が増設されている。

### 帰属の変更と増設
1938年（昭和13年）4月、特殊会社日本発送電を通じた政府による発送電の管理を規定した「電力管理法」が公布され、続く同法施行令で出力1万キロワット超の火力発電設備は日本発送電に帰属するものと定められた。これに従い同年8月、九州電気軌道は小倉・大門両発電所を日本発送電設立の際に同社へ出資するよう逓信大臣より命ぜられた。翌1939年（昭和14年）4月1日、日本発送電は設立され発電所を継承した。発電所を失った九州電気軌道はその後、配電事業を九州水力電気へ譲渡して交通事業専業となり、福岡県下の鉄道事業統合に伴って1942年（昭和17年）に西日本鉄道（西鉄）となっている。
日本発送電移行直後の1939年8月、同社は小倉発電所の設備増強に着手した。1月に行われた3号発電機増設の際にボイラーの増設を行っていなかったことから、ボイラー増設のみで資金・資材・工期すべて有利に発電力の増強が可能とされたためである。同年11月に日立製作所へ設備を発注し、既存建屋とは別の建屋を新築してここへ据え付け、1943年（昭和18年）3月に竣工させた。このボイラー増設工事によって発電所出力は5万4000キロワットから8万1000キロワットへ引き上げられた。
太平洋戦争後の戦後復興による需要増加に際し、設備の改造によってタービンの出力向上を図る目的で、工事中止となった築上発電所用に三菱神戸造船所が制作中であったボイラーを転用し、1949年（昭和24年）12月に6号ボイラーとして増設した。この増設による出力増はなく、1年半後の1951年（昭和26年）5月1日に電気事業再編成・日本発送電解体に伴って、小倉発電所は認可出力万1000キロワットのまま大門発電所とともに九州電力へと継承された。

### 周波数転換工事と廃止
小倉・大門両発電所による発生電力の周波数はいずれも50ヘルツであった。九州では他にも50ヘルツの発電所があり、九州の電力圏の過半を占める60ヘルツ圏の中に50ヘルツ圏が混在する状態が戦前から長く続いていた。周波数をどちらかに統一する動きはあったものの資金・資材や電力需給の面から容易ではなく、実行には至っていなかった。こうした中、戦後の電力需要増加で50ヘルツ圏の需給が逼迫したのを機に周波数統一が具体化し、研究の結果、北九州の小倉・戸畑両発電所の改造を需要家側の60ヘルツ転換と並行して実施することとなった。まず小倉発電所3号発電機が改造対象に選ばれ、1949年（昭和24年）1月から60ヘルツでの運転を開始。次いで2号機も1951年3月に転換工事が竣工し、九州電力発足後の1955年（昭和30年）に残る1号機の改造も完了した。
1960年代に入ると、九州電力では火力発電主体の電源開発計画を立案して新型の大容量発電所を相次いで建設した。北九州では1961年（昭和36年）10月に出力15万6000キロワット（翌年から31万2000キロワット）の新小倉発電所が運転を開始している。その一方で旧式発電所は相次いで廃止されており、小倉発電所についても1963年（昭和38年）11月30日付で同じ1931年運転開始の港第一発電所（大牟田市）とともに廃止された。

## 設備構成
1953年（昭和28年）3月末時点の発電所設備は以下の通り。

### ボイラー
- 1 - 4号ボイラー
  - 形式 ： CTM型水管ボイラー
  - 汽圧 ： 38.7 kg/cm2
  - 汽温 ： 415 °C
  - 蒸発量 ： 90 t/h
  - 伝熱面積 ： 1,684 m2
  - 燃焼方式 ： 微粉炭焚き
  - 製造者 ： バブコック・アンド・ウィルコックス（1930年製造）
- 5号ボイラー
  - 形式 ： ヤロー型水管ボイラー
  - 汽圧 ： 38.5 kg/cm2
  - 汽温 ： 425 °C
  - 蒸発量 ： 100 t/h
  - 伝熱面積 ： 620 m2
  - 燃焼方式 ： 微粉炭焚き
  - 製造者 ： 日立製作所（1940年製造）
- 6号ボイラー
  - 形式 ： CTM型水管ボイラー
  - 汽圧 ： 38.0 kg/cm2
  - 汽温 ： 420 °C
  - 蒸発量 ： 130 t/h
  - 伝熱面積 ： 1,180 m2
  - 燃焼方式 ： 微粉炭焚き
  - 製造者 ： 三菱重工業神戸造船所（1950年製造）

### タービン発電機
- 1・2号タービン発電機
  - タービン形式 ： ラトー式タービン
  - タービン容量 ： 27,000 kW
  - 発電機容量 ： 31,250 kVA
  - 発電機力率 : 80 %
  - 発電機電圧 ： 11,000 V
  - 発電機回転数 ： 3,600 rpm
  - 発電機周波数 ：60 Hz
    - 周波数 50 Hzの場合は回転数 3,000 rpm

  - 製造者 ： メトロポリタン＝ヴィッカース（1930年製造）
- 3号タービン発電機
  - タービン形式 ： ツェリー式タービン
  - タービン容量 ： 27,000 kW
  - 発電機容量 ： 26,600 kVA
  - 発電機力率 : 94 %
  - 発電機電圧 ： 11,000 V
  - 発電機回転数 ： 3,600 rpm
  - 発電機周波数 ：60 Hz
  - 製造者 ： 石川島造船所（タービン・1938年11月製造）および芝浦製作所（発電機・1938年5月製造）